# فرانك هافن هال
فرانك هافن هال (بالإنجليزية: Frank Haven Hall)‏ هو مخترِع أمريكي، ولد في 9 فبراير 1841 في ميكانيك فالس في الولايات المتحدة، وتوفي في 3 يناير 1911 في أورورا في الولايات المتحدة.